# Vitalina Batsaráshkina
Vitalina Ígorevna Batsaráshkina (en ruso: Виталина Игоревна Бацарашкина; Omsk, 1 de octubre de 1996) es una deportista rusa que compite en tiro, en la modalidad de pistola.
Participó en dos Juegos Olímpicos de Verano, obteniendo cuatro medallas, plata en Río de Janeiro 2016, en la prueba de pistola 10 m, y tres en Tokio 2020, oro en pistola 10 m, oro en pistola 25 m y plata en pistola 10 m mixto (junto con Artiom Chernousov).
Ganó dos medallas en el Campeonato Mundial de Tiro de 2018 y siete medallas en el Campeonato Europeo de Tiro entre los años 2015 y 2021. En los Juegos Europeos de Minsk 2019 consiguió una medalla de oro en la prueba de pistola 10 m mixto.

## Palmarés internacional
| Juegos Olímpicos   | Juegos Olímpicos             | Juegos Olímpicos  | Juegos Olímpicos   |
| Año                | Lugar                        | Medalla           | Prueba             |
| ------------------ | ---------------------------- | ----------------- | ------------------ |
| 2016               | Río de Janeiro 2016 (Brasil) | Medalla de plata  | Pistola 10 m       |
| 2020               | Tokio (Japón)                | Medalla de oro    | Pistola 10 m       |
| 2020               | Tokio (Japón)                | Medalla de oro    | Pistola 25 m       |
| 2020               | Tokio (Japón)                | Medalla de plata  | Pistola 10 m mixto |
| Campeonato Mundial |                              |                   |                    |
| Año                | Lugar                        | Medalla           | Prueba             |
| 2018               | Changwon (Corea del Sur)     | Medalla de oro    | Pistola 10 m mixto |
| 2018               | Changwon (Corea del Sur)     | Medalla de plata  | Pistola 25 m       |
| Juegos Europeos    |                              |                   |                    |
| Año                | Lugar                        | Medalla           | Prueba             |
| 2019               | Minsk (Bielorrusia)          | Medalla de oro    | Pistola 10 m mixto |
| Campeonato Europeo |                              |                   |                    |
| Año                | Lugar                        | Medalla           | Prueba             |
| 2015               | Arnhem (Países Bajos)        | Medalla de bronce | Pistola 10 m mixto |
| 2017               | Maribor (Eslovenia)          | Medalla de plata  | Pistola 10 m mixto |
| 2019               | Osijek (Croacia)             | Medalla de plata  | Pistola 10 m mixto |
| 2020               | Breslavia (Polonia)          | Medalla de oro    | Pistola 10 m mixto |
| 2021               | Osijek (Croacia)             | Medalla de oro    | Pistola 10 m mixto |
| 2021               | Osijek (Croacia)             | Medalla de plata  | Pistola 10 m       |
| 2021               | Osijek (Croacia)             | Medalla de bronce | Pistola 25 m       |